# Istituto di metrologia Gustavo Colonnetti
L'Istituto di metrologia "Gustavo Colonnetti" (IMGC) di Torino è stato il più importante istituto italiano di ricerca di base sulle misure meccaniche e termiche.

## Storia
L'istituto ha fatto parte della struttura del CNR fino al 2006, quando è stato istituito l'Istituto nazionale di ricerca metrologica (INRiM), nel quale si è fuso con l'Istituto elettrotecnico nazionale "Galileo Ferraris" formando un'unica struttura nazionale destinata alla ricerca metrologica di base. Si trova a Torino.
Fino al 2006, la legge n.273 del 1991 assegnava  all'IMGC la  funzione di istituto metrologico primario, che si esplicitava nella realizzazione dei campioni nazionali e la disseminazione mediante tarature delle unità di misura di lunghezza, massa, temperatura, angolo e derivate (portata, forza e pressione). L'istituto forniva la riferibilità ai centri SIT, nonché supporto tecnico al SIT stesso. Con la fusione all'interno dell'INRiM, quest'ultimo ne eredita le funzioni e le strutture.